# Svenska mästerskapen i kortbanesimning 2023
Svenska mästerskapen i kortbanesimning 2023 ägde rum den 22–26 november i Valhallabadet i Göteborg. Det var den 70:e upplagan av kortbane-SM.
Junior-SM i kortbana avgjordes samtidigt och medaljörerna utsågs i försöksheaten i de olika individuella grenarna. Lagkapperna simmades dock separat.

## Medaljsummering

### Damer
| Gren            | Guld                                                                                                 | Guld                                                                                                 | Silver                                                                                       | Silver                                                                                       | Brons | Brons |
| 50 m frisim     | Sofia Åstedt SK Elfsborg Emmy Hällkvist Täby Sim                                                     | 25,03                                                                                                | Ingen medaljör                                                                               | Ingen medaljör                                                                               | Sara Junevik Falu SS                                                                                                | 25,07 |
| 100 m frisim    | Sofia Åstedt SK Elfsborg                                                                             | 53,52                                                                                                | Elvira Mörtstrand Västerås SS Emmy Hällkvist Täby Sim                                        | 54,44                                                                                        | Ingen medaljör | Ingen medaljör |
| 200 m frisim    | Hanna Bergman SK Poseidon                                                                            | 1.57,41                                                                                              | Elvira Mörtstrand Västerås SS                                                                | 1.57,67                                                                                      | Sofia Åstedt SK Elfsborg                                                                                            | 1.58,07 |
| 400 m frisim    | Thilda Häll SK Elfsborg                                                                              | 4.10,22                                                                                              | Elvira Mörtstrand Västerås SS                                                                | 4.13,08                                                                                      | Kristina Orban Malmö KK                                                                                             | 4.20,90 |
| 800 m frisim    | Thilda Häll SK Elfsborg                                                                              | 8.34,59                                                                                              | Bella Prytz Umeå SS                                                                          | 8.56,83                                                                                      | Emma Magnusson Linköpings Allmänna SS                                                                               | 8.58,59 |
| 1 500 m frisim  | Thilda Häll SK Elfsborg                                                                              | 16.19,08                                                                                             | Wilma Hultberg Kullberg Helsingborgs S                                                       | 17.04,15                                                                                     | Sofia Bang Stockholms KK                                                                                            | 17.09,34 |
|                 | | |                                                                                              |                                                                                              | | |
| 50 m fjärilsim  | Sara Junevik Falu SS                                                                                 | 25,60                                                                                                | Ida Liljeqvist Helsingborgs S                                                                | 26,15                                                                                        | Emmy Hällkvist Täby Sim                                                                                             | 26,20 |
| 100 m fjärilsim | Emmy Hällkvist Täby Sim                                                                              | 58,20                                                                                                | Ida Liljeqvist Helsingborgs S                                                                | 1.00,00                                                                                      | Wilma Johansson Jönköpings SS                                                                                       | 1.00,32 |
| 200 m fjärilsim | Wilma Johansson Jönköpings SS                                                                        | 2.13,48                                                                                              | Tea Winblad Malmö KK                                                                         | 2.15,39                                                                                      | Kiira Mauranen SK Neptun                                                                                            | 2.15,70 |
|                 | | |                                                                                              |                                                                                              | | |
| 50 m ryggsim    | Alice Velden Solna Sundbyberg SS 04                                                                  | 27,42                                                                                                | Ida Liljeqvist Helsingborgs S                                                                | 27,83                                                                                        | Elise Öberg Njurunda SS                                                                                             | 28,83 |
| 100 m ryggsim   | Alice Velden Solna Sundbyberg SS 04                                                                  | 1.00,64                                                                                              | Elise Öberg Njurunda SS                                                                      | 1.00,65                                                                                      | Vicky Luc Kristianstads SLS                                                                                         | 1.01,45 |
| 200 m ryggsim   | Elise Öberg Njurunda SS                                                                              | 2.11,61                                                                                              | Vicky Luc Kristianstads SLS                                                                  | 2.13,78                                                                                      | Miranda Arvidsson Linköpings Allmänna SS                                                                            | 2.14,34 |
|                 | | |                                                                                              |                                                                                              | | |
| 50 m bröstsim   | Klara Thormalm Jönköpings SS                                                                         | 29,92                                                                                                | Olivia Klint Ipsa Kristianstads SLS                                                          | 30,39                                                                                        | Hanna Bergman SK Poseidon                                                                                           | 31,00 |
| 100 m bröstsim  | Klara Thormalm Jönköpings SS                                                                         | 1.05,78                                                                                              | Lisa Nystrand SK Neptun                                                                      | 1.07,30                                                                                      | Moa Bergdahl SK Laxen                                                                                               | 1.07,35 |
| 200 m bröstsim  | Olivia Klint Ipsa Kristianstads SLS                                                                  | 2.24,93                                                                                              | Lisa Nystrand SK Neptun                                                                      | 2.25,04                                                                                      | Moa Bergdahl SK Laxen                                                                                               | 2.28,48 |
|                 | | |                                                                                              |                                                                                              | | |
| 100 m medley    | Hanna Bergman SK Poseidon                                                                            | 1.00,76                                                                                              | Annie Hegmegi Jönköpings SS                                                                  | 1.02,26                                                                                      | Mathilda Sandberg Täby Sim                                                                                          | 1.03,38 |
| 200 m medley    | Hanna Bergman SK Poseidon                                                                            | 2.09,54                                                                                              | Lisa Nystrand SK Neptun                                                                      | 2.10,14                                                                                      | Annie Hegmegi Jönköpings SS                                                                                         | 2.13,55 |
| 400 m medley    | Lisa Nystrand SK Neptun                                                                              | 4.37,14                                                                                              | Tea Winblad Malmö KK                                                                         | 4.47,14                                                                                      | Vicky Luc Kristianstads SLS                                                                                         | 4.49,50 |
|                 | | |                                                                                              |                                                                                              | | |
| 4×50 m frisim   | Jönköpings SS 1.42,02                                                                                | Jönköpings SS 1.42,02                                                                                | Täby Sim 1.42,57                                                                             | Täby Sim 1.42,57                                                                             | Malmö KK 1.44,69 | Malmö KK 1.44,69 |
| 4×50 m frisim   | Klara Thormalm (24,88) Alma Thormalm (25,27) Wilma Johansson (26,02) Annie Hegmegi (25,85)           | Klara Thormalm (24,88) Alma Thormalm (25,27) Wilma Johansson (26,02) Annie Hegmegi (25,85)           | Emma Alsén (26,34) Mathilda Sandberg (25,94) Emmy Hällkvist (24,48) Tindra Karjanmaa (25,81) | Emma Alsén (26,34) Mathilda Sandberg (25,94) Emmy Hällkvist (24,48) Tindra Karjanmaa (25,81) | Ella Ekelund (26,58) Kristina Orban (25,74) Lava Piuva (26,17) Alicia Ekelund (26,20)                               | Ella Ekelund (26,58) Kristina Orban (25,74) Lava Piuva (26,17) Alicia Ekelund (26,20)                               |
| 4×100 m frisim  | Täby Sim 3.44,45                                                                                     | Täby Sim 3.44,45                                                                                     | SK Elfsborg 3.44,91                                                                          | SK Elfsborg 3.44,91                                                                          | SK Neptun 3.49,46                                                                                                   | SK Neptun 3.49,46                                                                                                   |
| 4×100 m frisim  | Mathilda Sandberg (57,57) Emma Alsén (55,31) Emmy Hällkvist (54,33) Tindra Karjanmaa (57,24)         | Mathilda Sandberg (57,57) Emma Alsén (55,31) Emmy Hällkvist (54,33) Tindra Karjanmaa (57,24)         | Sofia Åstedt (54,12) Clara Sandberg (57,51) Amanda Böhrén (57,38) Thilda Häll (55,90)        | Sofia Åstedt (54,12) Clara Sandberg (57,51) Amanda Böhrén (57,38) Thilda Häll (55,90)        | Felicia Klintemar (56,56) Josefin Lindkvist (57,04) Rebecca Mattsson (57,97) Melissa Stålhammar Kierkegaard (57,89) | Felicia Klintemar (56,56) Josefin Lindkvist (57,04) Rebecca Mattsson (57,97) Melissa Stålhammar Kierkegaard (57,89) |
| 4×200 m frisim  | Jönköpings SS 8.11,43                                                                                | Jönköpings SS 8.11,43                                                                                | SK Elfsborg 8.17,67                                                                          | SK Elfsborg 8.17,67                                                                          | SK Neptun 8.17,98                                                                                                   | SK Neptun 8.17,98                                                                                                   |
| 4×200 m frisim  | Annie Hegmegi (2.01,09) Wilma Johansson (2.02,01) Moa Holmquist (2.03,79) Jessika Watanabe (2.04,54) | Annie Hegmegi (2.01,09) Wilma Johansson (2.02,01) Moa Holmquist (2.03,79) Jessika Watanabe (2.04,54) | Sofia Åstedt (2.00,40) Emma Varga (2.06,27) Clara Sandberg (2.12,04) Thilda Häll (1.58,96)   | Sofia Åstedt (2.00,40) Emma Varga (2.06,27) Clara Sandberg (2.12,04) Thilda Häll (1.58,96)   | Lisa Nystrand (2.01,15) Felicia Klintemar (2.04,40) Christine Ekman (2.04,92) Josefin Lindkvist (2.07,51)           | Lisa Nystrand (2.01,15) Felicia Klintemar (2.04,40) Christine Ekman (2.04,92) Josefin Lindkvist (2.07,51)           |
| 4×50 m medley   | Jönköpings SS 1.51,57                                                                                | Jönköpings SS 1.51,57                                                                                | Solna Sundbyberg SS 04 1.52,28                                                               | Solna Sundbyberg SS 04 1.52,28                                                               | Täby Sim 1.52,74 | Täby Sim 1.52,74 |
| 4×50 m medley   | Alma Thormalm (28,41) Klara Thormalm (29,52) Wilma Johansson (27,15) Jessika Watanabe (26,49)        | Alma Thormalm (28,41) Klara Thormalm (29,52) Wilma Johansson (27,15) Jessika Watanabe (26,49)        | Alice Velden (27,45) Sophia Norén (31,26) Therese Baltzarsson (28,06) Thea Bergström (25,51) | Alice Velden (27,45) Sophia Norén (31,26) Therese Baltzarsson (28,06) Thea Bergström (25,51) | Mathilda Sandberg (28,42) Moa Nyblom (32,96) Emmy Hällkvist (25,91) Emma Alsén (25,45)                              | Mathilda Sandberg (28,42) Moa Nyblom (32,96) Emmy Hällkvist (25,91) Emma Alsén (25,45)                              |
| 4×100 m medley  | Täby Sim 4.09,26                                                                                     | Täby Sim 4.09,26                                                                                     | Njurunda SS 4.10,41                                                                          | Njurunda SS 4.10,41                                                                          | SK Neptun 4.11,16                                                                                                   | SK Neptun 4.11,16                                                                                                   |
| 4×100 m medley  | Mathilda Sandberg (1.01,82) Moa Nyblom (1.13,30) Emmy Hällkvist (58,66) Emma Alsén (55,48)           | Mathilda Sandberg (1.01,82) Moa Nyblom (1.13,30) Emmy Hällkvist (58,66) Emma Alsén (55,48)           | Elise Öberg (1.01,08) Elsa Bergh (1.07,86) Ebba Rosenquist (1.03,13) Linnea Sjöberg (58,34)  | Elise Öberg (1.01,08) Elsa Bergh (1.07,86) Ebba Rosenquist (1.03,13) Linnea Sjöberg (58,34)  | Lisa Nystrand (1.02,03) Alice Stenbeck (1.09,60) Rebecca Mattsson (1.03,16) Josefin Lindkvist (56,37)               | Lisa Nystrand (1.02,03) Alice Stenbeck (1.09,60) Rebecca Mattsson (1.03,16) Josefin Lindkvist (56,37)               |

### Herrar
| Gren            | Guld                                                                                          | Guld                                                                                          | Silver                                                                                           | Silver                                                                                           | Brons                                                                                         | Brons                                                                                         |
| 50 m frisim     | Björn Seeliger SK Neptun                                                                      | 21,42                                                                                         | Elias Persson Malmö KK                                                                           | 21,69                                                                                            | Jonathan Kling Spårvägen SF                                                                   | 21,86                                                                                         |
| 100 m frisim    | Björn Seeliger SK Neptun                                                                      | 46,37 0MR0                                                                                    | Elias Persson Malmö KK                                                                           | 47,26                                                                                            | Olle Sköld SK Neptun                                                                          | 48,37                                                                                         |
| 200 m frisim    | Elias Persson Malmö KK                                                                        | 1.45,79                                                                                       | Tim Rogersson SK Neptun                                                                          | 1.48,64                                                                                          | Lucas Humling Linköpings Allmänna SS                                                          | 1.48,77                                                                                       |
| 400 m frisim    | Lucas Humling Linköpings Allmänna SS                                                          | 3.52,21                                                                                       | William Barkehed Linköpings Allmänna SS                                                          | 3.55,80                                                                                          | Anton Jansson SK Poseidon                                                                     | 3.55,86                                                                                       |
| 800 m frisim    | Victor Johansson Jönköpings SS                                                                | 7.41,45 0MR0                                                                                  | Viggo Holst Helsingborgs S                                                                       | 8.10,85                                                                                          | Morris Martin SK Neptun                                                                       | 8.12,44                                                                                       |
| 1 500 m frisim  | Victor Johansson Jönköpings SS                                                                | 14.38,89 0MR0                                                                                 | Morris Martin SK Neptun                                                                          | 15.50,65                                                                                         | Anton Jansson SK Poseidon                                                                     | 15.53,35                                                                                      |
|                 |                                                                                               |                                                                                               |                                                                                                  |                                                                                                  |                                                                                               |                                                                                               |
| 50 m fjärilsim  | Oskar Hoff Landskrona S                                                                       | 23,25                                                                                         | Jacob Danielsson Stockholmspolisens IF                                                           | 23,53                                                                                            | Jonathan Kling Spårvägen SF                                                                   | 23,86                                                                                         |
| 100 m fjärilsim | Oskar Hoff Landskrona S                                                                       | 51,39                                                                                         | Melker Rosengren Väsby SS                                                                        | 52,79                                                                                            | Jacob Danielsson Stockholmspolisens IF                                                        | 52,83                                                                                         |
| 200 m fjärilsim | Oskar Hoff Landskrona S                                                                       | 1.59,27                                                                                       | Victor Klingeryd Jalamo Helsingborgs S                                                           | 2.01,06                                                                                          | Henrik Kraemer Stockholmspolisens IF                                                          | 2.01,38                                                                                       |
|                 |                                                                                               |                                                                                               |                                                                                                  |                                                                                                  |                                                                                               |                                                                                               |
| 50 m ryggsim    | Björn Seeliger SK Neptun                                                                      | 23,17 0NR0                                                                                    | Samuel Törnqvist Spårvägen SF                                                                    | 24,11                                                                                            | Oskar Hoff Landskrona S                                                                       | 24,49                                                                                         |
| 100 m ryggsim   | Björn Seeliger SK Neptun                                                                      | 51,21 0NR0                                                                                    | Samuel Törnqvist Spårvägen SF                                                                    | 51,87                                                                                            | Jonatan Carlsson Varbergs Sim                                                                 | 54,57                                                                                         |
| 200 m ryggsim   | Samuel Törnqvist Spårvägen SF                                                                 | 1.54,50                                                                                       | Martin Falk Linköpings Allmänna SS                                                               | 2.00,51                                                                                          | Lucas Sterling Västerås SS                                                                    | 2.01,81                                                                                       |
|                 |                                                                                               |                                                                                               |                                                                                                  |                                                                                                  |                                                                                               |                                                                                               |
| 50 m bröstsim   | Oskar Hoff Landskrona S                                                                       | 27,30                                                                                         | Daniel Kertes Helsingborgs S                                                                     | 27,31                                                                                            | Emil Hassling Landskrona S                                                                    | 27,38                                                                                         |
| 100 m bröstsim  | Erik Persson Kungsbacka SS                                                                    | 59,56                                                                                         | Daniel Kertes Helsingborgs S                                                                     | 59,96                                                                                            | Daniel Räisänen Täby Sim                                                                      | 1.00,28                                                                                       |
| 200 m bröstsim  | Erik Persson Kungsbacka SS                                                                    | 2.06,54                                                                                       | Daniel Räisänen Täby Sim                                                                         | 2.11,38                                                                                          | Axel Gladher Karlskrona SS                                                                    | 2.11,61                                                                                       |
|                 |                                                                                               |                                                                                               |                                                                                                  |                                                                                                  |                                                                                               |                                                                                               |
| 100 m medley    | Oskar Hoff Landskrona S                                                                       | 52,84                                                                                         | Melker Rosengren Väsby Simsällskap                                                               | 54,04                                                                                            | Emil Hassling Landskrona S                                                                    | 54,21                                                                                         |
| 200 m medley    | Samuel Törnqvist Spårvägen SF                                                                 | 1.57,05                                                                                       | Emil Hassling Landskrona S                                                                       | 1.59,17                                                                                          | Dante Vollmer Helsingborgs S                                                                  | 2.00,67                                                                                       |
| 400 m medley    | William Lulek SK Neptun                                                                       | 4.16,90                                                                                       | Filip Salbrink SK Poseidon                                                                       | 4.21,44                                                                                          | Emil Hassling Landskrona S                                                                    | 4.22,62                                                                                       |
|                 |                                                                                               |                                                                                               |                                                                                                  |                                                                                                  |                                                                                               |                                                                                               |
| 4×50 m frisim   | SK Neptun 1.27,65                                                                             | SK Neptun 1.27,65                                                                             | Stockholmspolisens IF 1.29,25                                                                    | Stockholmspolisens IF 1.29,25                                                                    | Malmö KK 1.29,86                                                                              | Malmö KK 1.29,86                                                                              |
| 4×50 m frisim   | Björn Seeliger (21,47) Jesper Jonsson (22,16) Olle Sköld (22,03) Tim Rogersson (21,99)        | Björn Seeliger (21,47) Jesper Jonsson (22,16) Olle Sköld (22,03) Tim Rogersson (21,99)        | Jacob Danielsson (22,21) Erik Falk (21,54) Erik Brandt (22,88) Ludvig Romare (22,62)             | Jacob Danielsson (22,21) Erik Falk (21,54) Erik Brandt (22,88) Ludvig Romare (22,62)             | Emil Svensson (23,22) Elias Persson (21,31) Bill Beckman (22,56) Anders Ludvigsson (22,77)    | Emil Svensson (23,22) Elias Persson (21,31) Bill Beckman (22,56) Anders Ludvigsson (22,77)    |
| 4×100 m frisim  | SK Neptun 3.12,51                                                                             | SK Neptun 3.12,51                                                                             | Malmö KK 3.18,04                                                                                 | Malmö KK 3.18,04                                                                                 | Linköpings Allmänna SS 3.18,39                                                                | Linköpings Allmänna SS 3.18,39                                                                |
| 4×100 m frisim  | Björn Seeliger (47,04) Olle Sköld (48,02) Stefan Nystrand (48,74) Tim Rogersson (48,71)       | Björn Seeliger (47,04) Olle Sköld (48,02) Stefan Nystrand (48,74) Tim Rogersson (48,71)       | Isaac Barrett (49,97) Bill Beckman (50,72) Emil Svensson (50,12) Elias Persson (47,23)           | Isaac Barrett (49,97) Bill Beckman (50,72) Emil Svensson (50,12) Elias Persson (47,23)           | Martin Falk (50,83) William Barkehed (48,92) Markus Stahre (49,50) Lucas Humling (49,14)      | Martin Falk (50,83) William Barkehed (48,92) Markus Stahre (49,50) Lucas Humling (49,14)      |
| 4×200 m frisim  | SK Neptun 7.14,43                                                                             | SK Neptun 7.14,43                                                                             | Linköpings Allmänna SS 7.20,85                                                                   | Linköpings Allmänna SS 7.20,85                                                                   | Landskrona S 7.24,95                                                                          | Landskrona S 7.24,95                                                                          |
| 4×200 m frisim  | Björn Seeliger (1.47,18) William Lulek (1.50,14) Olle Sköld (1.49,04) Tim Rogersson (1.48,07) | Björn Seeliger (1.47,18) William Lulek (1.50,14) Olle Sköld (1.49,04) Tim Rogersson (1.48,07) | Martin Falk (1.50,66) William Barkehed (1.50,35) Markus Stahre (1.51,30) Lucas Humling (1.48,54) | Martin Falk (1.50,66) William Barkehed (1.50,35) Markus Stahre (1.51,30) Lucas Humling (1.48,54) | Ted Nilsson (1.51,51) Emil Hassling (1.49,53) Lucas Lindblom (1.53,28) Oskar Hoff (1.50,63)   | Ted Nilsson (1.51,51) Emil Hassling (1.49,53) Lucas Lindblom (1.53,28) Oskar Hoff (1.50,63)   |
| 4×50 m medley   | SK Neptun 1.36,15                                                                             | SK Neptun 1.36,15                                                                             | Stockholmspolisens IF 1.38,74                                                                    | Stockholmspolisens IF 1.38,74                                                                    | Malmö KK 1.38,83                                                                              | Malmö KK 1.38,83                                                                              |
| 4×50 m medley   | Björn Seeliger (23,57) Patric Ridell (27,52) Jesper Jonsson (23,66) Stefan Nystrand (21,40)   | Björn Seeliger (23,57) Patric Ridell (27,52) Jesper Jonsson (23,66) Stefan Nystrand (21,40)   | Erik Brandt (26,04) Victor Wågström (27,94) Jacob Danielsson (23,12) Erik Falk (21,64)           | Erik Brandt (26,04) Victor Wågström (27,94) Jacob Danielsson (23,12) Erik Falk (21,64)           | Ivar Mengelbier (25,79) Axel Andrén (28,12) Bill Beckman (23,74) Elias Persson (21,18)        | Ivar Mengelbier (25,79) Axel Andrén (28,12) Bill Beckman (23,74) Elias Persson (21,18)        |
| 4×100 m medley  | SK Neptun 3.32,83                                                                             | SK Neptun 3.32,83                                                                             | Landskrona S 3.36,90                                                                             | Landskrona S 3.36,90                                                                             | Helsingborgs S 3.40,11                                                                        | Helsingborgs S 3.40,11                                                                        |
| 4×100 m medley  | Björn Seeliger (51,53) Patric Ridell (1.00,53) Jesper Jonsson (52,63) Olle Sköld (48,14)      | Björn Seeliger (51,53) Patric Ridell (1.00,53) Jesper Jonsson (52,63) Olle Sköld (48,14)      | Christoffer Dellhede (56,27) Emil Hassling (58,80) Oskar Hoff (52,06) Ted Nilsson (49,77)        | Christoffer Dellhede (56,27) Emil Hassling (58,80) Oskar Hoff (52,06) Ted Nilsson (49,77)        | Gustaf Stokholm (56,91) August Mathisen (1.00,46) Dante Vollmer (54,00) Daniel Kertes (48,74) | Gustaf Stokholm (56,91) August Mathisen (1.00,46) Dante Vollmer (54,00) Daniel Kertes (48,74) |

## JSM

### Damer
| Gren            | Guld | Guld     | Silver | Silver   | Brons | Brons    |
| 50 m frisim     | Emmy Hällkvist Täby Sim | 25,26    | Maxine Egner Väsby Simsällskap                                                                                       | 25,61    | Kristina Orban Malmö Kappsimningsklubb                                                                                           | 26,08    |
| 100 m frisim    | Emmy Hällkvist Täby Sim | 55,23    | Maxine Egner Väsby Simsällskap                                                                                       | 55,64    | Kristina Orban Malmö Kappsimningsklubb                                                                                           | 56,54    |
| 200 m frisim    | Kristina Orban Malmö Kappsimningsklubb                                                                                         | 2.01,23  | Emma Alsén Täby Sim                                                                                                  | 2.01,52  | Amanda Cederqvist Kungsbacka Simsällskap                                                                                         | 2.02,78  |
| 400 m frisim    | Thilda Häll SK Elfsborg | 4.17,10  | Bella Prytz Umeå SS                                                                                                  | 4.21,35  | Kristina Orban Malmö Kappsimningsklubb                                                                                           | 4.21,91  |
| 800 m frisim    | Thilda Häll SK Elfsborg | 8.34,59  | Bella Prytz Umeå SS                                                                                                  | 8.56,83  | Sofia Bang Stockholms KK | 8.59,56  |
| 1 500 m frisim  | Thilda Häll SK Elfsborg | 16.19,08 | Wilma Hultberg Kullberg Helsingborgs S                                                                               | 17.04,15 | Sofia Bang Stockholms KK | 17.09,34 |
|                 | |          | |          | |          |
| 50 m ryggsim    | Alice Velden Solna Sundbyberg SS 04                                                                                            | 27,43    | Mathilda Sandberg Täby Sim                                                                                           | 28,56    | Isabella Nilsson Simklubben Poseidon                                                                                             | 28,91    |
| 100 m ryggsim   | Alice Velden Solna Sundbyberg SS 04                                                                                            | 1.01,48  | Lisa Nystrand SK Neptun                                                                                              | 1.01,61  | Mathilda Sandberg Täby Sim | 1.01,72  |
| 200 m ryggsim   | Vicky Luc Kristianstads SLS | 2.13,42  | Isabella Nilsson Simklubben Poseidon                                                                                 | 2.16,31  | Elvira Lönnberg Flores Stockholms Kappsimningsklubb                                                                              | 2.17,11  |
|                 | |          | |          | |          |
| 50 m bröstsim   | Olivia Klint Ipsa Kristianstads SLS                                                                                            | 30,44    | Tea Winblad Malmö Kappsimningsklubb                                                                                  | 31,67    | Klara Lindqvist Luleå Simsällskap                                                                                                | 32,03    |
| 100 m bröstsim  | Lisa Nystrand SK Neptun | 1.06,55  | Tea Winblad Malmö Kappsimningsklubb                                                                                  | 1.08,53  | Vicky Luc Kristianstads SLS | 1.09,10  |
| 200 m bröstsim  | Olivia Klint Ipsa Kristianstads SLS                                                                                            | 2.23,52  | Lisa Nystrand SK Neptun                                                                                              | 2.23,81  | Tea Winblad Malmö Kappsimningsklubb                                                                                              | 2.29,49  |
|                 | |          | |          | |          |
| 50 m fjärilsim  | Emmy Hällkvist Täby Sim | 26,38    | Mathilda Sandberg Täby Sim                                                                                           | 27,10    | Felicia Klintemar SK Neptun | 27,23    |
| 100 m fjärilsim | Emmy Hällkvist Täby Sim | 58,90    | Felicia Klintemar SK Neptun                                                                                          | 1.00,05  | Mathilda Sandberg Täby Sim | 1.01,59  |
| 200 m fjärilsim | Tea Winblad Malmö Kappsimningsklubb                                                                                            | 2.17,05  | Nellie Björkqvist Sjöbo Simsällskap                                                                                  | 2.20,27  | Elise Käck Vansbro AIK | 2.21,79  |
|                 | |          | |          | |          |
| 100 m medley    | Tea Winblad Malmö Kappsimningsklubb                                                                                            | 1.03,45  | Mathilda Sandberg Täby Sim                                                                                           | 1.03,65  | Klara Lindqvist Luleå Simsällskap                                                                                                | 1.03,95  |
| 200 m medley    | Lisa Nystrand SK Neptun | 2.10,34  | Vicky Luc Kristianstads SLS                                                                                          | 2.12,53  | Tea Winblad Malmö Kappsimningsklubb                                                                                              | 2.14,82  |
| 400 m medley    | Lisa Nystrand SK Neptun | 4.39,41  | Tea Winblad Malmö Kappsimningsklubb                                                                                  | 4.48,50  | Vicky Luc Kristianstads SLS | 4.53,42  |
|                 | |          | |          | |          |
| 4×50 m frisim   | Täby Sim Mathilda Sandberg (26,04) Emmy Hällkvist (24,75) Emma Alsén (25,52) Tindra Karjanmaa (25,76)                          | 1.42,07  | SK Elfsborg Clara Sandberg (26,23) Amanda Böhrén (26,47) Ella Flyckt (26,60) Thilda Häll (25,25)                     | 1.44,55  | Malmö Kappsimningsklubb Ella Ekelund (26,44) Kristina Orban (25,70) Alicia Ekelund (26,33) Lava Piuva (26,48)                    | 1.44,95  |
| 4×100 m frisim  | Täby Sim Mathilda Sandberg (57,46) Emma Alsén (55,73) Emmy Hällkvist (54,85) Tindra Karjanmaa (57,73)                          | 3.45,77  | SK Neptun Lisa Nystrand (57,31) Felicia Klintemar (55,93) Sara Lofter (58,94) Melissa Stålhammar Kierkegaard (57,49) | 3.49,67  | Kristianstads SLS Tigra Salomonsson (59,53) Olivia Klint Ipsa (57,36) Vicky Luc (55,93) Ana Corluka (58,91)                      | 3.51,73  |
| 4×200 m frisim  | Helsingborgs Simsällskap Cajsa Wöhl (2.08,62) Vega Vollmer (2.05,13) Tyra Littorin (2.05,00) Wilma Hultberg Kullberg (2.04,30) | 8.23,05  | Malmö Kappsimningsklubb Tea Winblad (2.06,67) Kristina Orban (2.02,34) Ella Ekelund (2.08,98) Lava Piuva (2.07,72)   | 8.25,71  | Karlstads Simsällskap Nellie Westerlund (2.05,09) Miranda Wahlstedt (2.05,82) Linnea Lindberg (2.08,49) Signe Lindberg (2.07,61) | 8.27,01  |
|                 | |          | |          | |          |
| 4×50 m medley   | Täby Sim Mathilda Sandberg (28,29) Moa Nyblom (33,01) Emmy Hällkvist (26,62) Emma Alsén (25,37)                                | 1.53,29  | Kristianstads SLS Vicky Luc (29,23) Olivia Klint Ipsa (30,20) Tigra Salomonsson (28,95) Ana Corluka (26,25)          | 1.54,63  | Solna Sundbyberg SS 04 Alice Velden (27,73) Leah Ishaq (32,71) Cecilia Krans (28,61) Thea Bergström (25,83)                      | 1.54,88  |
| 4×100 m medley  | Täby Sim Mathilda Sandberg (1.01,81) Moa Nyblom (1.13,54) Emmy Hällkvist (58,82) Emma Alsén (55,91)                            | 4.10,08  | Malmö Kappsimningsklubb Amanda Persson (1.04,07) Tea Winblad (1.10,27) Kristina Orban (1.02,49) Lava Piuva (57,77)   | 4.14,60  | Kristianstads SLS Vicky Luc (1.02,05) Olivia Klint Ipsa (1.06,27) Ana Corluka (1.06,82) Tigra Salomonsson (59,85)                | 4.14,99  |

### Herrar
| Gren            | Guld | Guld     | Silver | Silver   | Brons | Brons    |
| 50 m frisim     | Tim Rogersson SK Neptun | 22,55    | Markus Stahre Linköpings Allmänna Simsällskap                                                                            | 22,64    | Charlie Skoglund Macmillan SK Elfsborg                                                                                 | 22,86    |
| 100 m frisim    | Markus Stahre Linköpings Allmänna Simsällskap                                                                                    | 49,76    | Noah Juhlin Fredriksson Täby Sim                                                                                         | 49,89    | Tim Rogersson SK Neptun                                                                                                | 49,92    |
| 200 m frisim    | Tim Rogersson SK Neptun | 1.47,88  | Lucas Humling Linköpings Allmänna Simsällskap                                                                            | 1.48,70  | Oscar Bjering SK Laxen                                                                                                 | 1.50,78  |
| 400 m frisim    | Lucas Humling Linköpings Allmänna Simsällskap                                                                                    | 3.50,89  | Ted Nilsson Landskrona Simsällskap                                                                                       | 3.55,90  | Tim Rogersson SK Neptun                                                                                                | 3.56,29  |
| 800 m frisim    | Viggo Holst Helsingborgs S | 8.10,85  | Morris Martin SK Neptun                                                                                                  | 8.12,44  | Ted Nilsson Landskrona Simsällskap                                                                                     | 8.19,52  |
| 1 500 m frisim  | Morris Martin SK Neptun | 15.50,65 | Erik Pellfolk Karlstads Simsällskap                                                                                      | 16.06,15 | Hilding Hallberg Helsingborgs Simsällskap                                                                              | 16.07,45 |
|                 | |          | |          | |          |
| 50 m ryggsim    | Noah Juhlin Fredriksson Täby Sim                                                                                                 | 25,16    | Anton Witzell Simklubben Sydsim                                                                                          | 25,57    | Henrik Kraemer SK Elfsborg                                                                                             | 25,63    |
| 100 m ryggsim   | Noah Juhlin Fredriksson Täby Sim                                                                                                 | 54,70    | Anton Witzell Simklubben Sydsim                                                                                          | 54,92    | Jacob Glans Kristianstads SLS                                                                                          | 56,02    |
| 200 m ryggsim   | Lucas Sterling Västerås Simsällskap                                                                                              | 2.01,03  | Noah Juhlin Fredriksson Täby Sim                                                                                         | 2.01,85  | Anton Hegmegi Jönköpings Simsällskap                                                                                   | 2.02,81  |
|                 | |          | |          | |          |
| 50 m bröstsim   | Axel Gladher Karlskrona Simsällskap                                                                                              | 27,80    | Hugo Swanson Gävle Simsällskap                                                                                           | 28,11    | August Eriksson Turebergs Simklubb                                                                                     | 28,26    |
| 100 m bröstsim  | Axel Gladher Karlskrona Simsällskap                                                                                              | 1.00,86  | August Eriksson Turebergs Simklubb                                                                                       | 1.00,92  | Oliver Munn Väsby Simsällskap                                                                                          | 1.01,57  |
| 200 m bröstsim  | Axel Gladher Karlskrona Simsällskap                                                                                              | 2.11,74  | August Eriksson Turebergs Simklubb                                                                                       | 2.13,07  | Oliver Munn Väsby Simsällskap                                                                                          | 2.14,00  |
|                 | |          | |          | |          |
| 50 m fjärilsim  | Bill Beckman Malmö Kappsimningsklubb                                                                                             | 24,36    | Emil Wannem SK Laxen | 24,50    | Henrik Kraemer SK Elfsborg                                                                                             | 24,53    |
| 100 m fjärilsim | Henrik Kraemer SK Elfsborg | 53,27    | Charlie Skoglund Macmillan SK Elfsborg                                                                                   | 54,49    | Bill Beckman Malmö Kappsimningsklubb                                                                                   | 54,78    |
| 200 m fjärilsim | Henrik Kraemer SK Elfsborg | 2.00,15  | William Erneholm Spårvägen Simförening                                                                                   | 2.04,03  | Lucas Humling Linköpings Allmänna Simsällskap                                                                          | 2.04,11  |
|                 | |          | |          | |          |
| 100 m medley    | August Eriksson Turebergs Simklubb                                                                                               | 56,15    | Charlie Skoglund Macmillan SK Elfsborg                                                                                   | 56,28    | Levente Nagy Simklubben Poseidon                                                                                       | 56,85    |
| 200 m medley    | August Eriksson Turebergs Simklubb                                                                                               | 2.01,23  | Levente Nagy Simklubben Poseidon                                                                                         | 2.04,47  | Anton Hegmegi Jönköpings Simsällskap                                                                                   | 2.04,64  |
| 400 m medley    | Axel Gladher Karlskrona Simsällskap                                                                                              | 4.24,41  | August Eriksson Turebergs Simklubb                                                                                       | 4.28,36  | Leo Karlsson Örebro Simallians                                                                                         | 4.30,86  |
|                 | |          | |          | |          |
| 4×50 m frisim   | Malmö Kappsimningsklubb Bill Beckman (23,19) Hugo Lennartsson (23,00) Seth Nillund (23,25) Isaac Barrett (23,00)                 | 1.32,44  | Linköpings Allmänna Simsällskap Markus Stahre (22,61) Oskar Glawing (23,13) David Axelsson (24,11) Lucas Humling (22,88) | 1.32,73  | SK Neptun Tim Rogersson (22,46) Morris Martin (23,18) Oliver Albinzon (23,44) Sam Hamzehnejad (23,68)                  | 1.32,76  |
| 4×100 m frisim  | Linköpings Allmänna Simsällskap Oskar Glawing (51,28) Lucas Humling (50,07) Markus Stahre (48,78) David Axelsson (52,31)         | 3.22,44  | SK Neptun Morris Martin (51,82) Oliver Albinzon (52,55) Tim Rogersson (48,14) Hjalmar Mueller (51,88)                    | 3.24,39  | Malmö Kappsimningsklubb Ivar Mengelbier (52,27) Hugo Lennartsson (51,67) Bill Beckman (51,30) Isaac Barrett (50,20)    | 3.25,44  |
| 4×200 m frisim  | Linköpings Allmänna Simsällskap David Axelsson (1.57,01) Lucas Humling (1.47,22) Oskar Glawing (1.51,65) Markus Stahre (1.51,44) | 7.27,32  | Väsby Simsällskap Filip Lindeberg (1.53,59) Linus Areblad (1.54,61) Alexander Arnö (1.53,03) Eddie Peng (1.50,52)        | 7.31,75  | Helsingborgs Simsällskap Hilding Hallberg (1.53,04) Alan Jovic (1.53,09) Viggo Holst (1.51,31) Noah Malmgren (1.54,55) | 7.31,99  |
|                 | |          | |          | |          |
| 4×50 m medley   | Malmö Kappsimningsklubb Ivar Mengelbier (25,79) Stefan Ivan (28,67) Bill Beckman (24,08) Isaac Barrett (22,41)                   | 1.40,95  | SK Neptun Oliver Albinzon (26,31) Hjalmar Mueller (28,21) Theo Djuphammar (25,48) Tim Rogersson (22,35)                  | 1.42,35  | Täby Sim Noah Juhlin Fredriksson (25,52) Hugo Westholm (28,96) Eric Risland (25,06) Leo Güleryüz (23,06)               | 1.42,60  |
| 4×100 m medley  | SK Neptun Kasper Lee (56,94) Hjalmar Mueller (1.01,52) Oliver Albinzon (56,09) Tim Rogersson (47,98)                             | 3.42,53  | Väsby Simsällskap Magnus Lindström (58,02) Oliver Munn (1.00,49) Eddie Peng (55,79) Alexander Arnö (51,14)               | 3.45,44  | Malmö Kappsimningsklubb Ivar Mengelbier (55,73) Bill Beckman (1.02,79) Hugo Lennartsson (56,01) Seth Nillund (51,94)   | 3.46,47  |